# Ravnkilde-stenen 2
Ravnkilde-stenen 2 er en runesten, fundet liggende på en lille høj ved landsbyen Lille Rørbæk tæt ved åen omtrent 100 skridt fra Brastrup Sø i 1847. Den har fået navn efter sognenavnet Ravnkilde. Stenen er flyttet til Kongens Tisted og anbragt i en lille muret niche i præstegårdshavens østdige ud mod vejen lige over for kirken.

## Indskrift
| Translitteration | + ąsgutr : tuguta : sun : risþi : stin : ift isgi : bruþur : sin |
| Transskription   | Āsgotr {tuguta} sun rēsþi stēn æft Ǣsgi, brōþur sinn.            |
| Oversættelse     | Asgot, <tuguta> søn, rejste stenen efter Esge, sin broder.       |

Indskriften er ordnet i konturordning og afsluttes med et runebånd midt på stenen. Den indledes med et kors, og man har anvendt krydsskilletegn, hvilket tyder på, at det er en kristen sten. Dette samt anvendelsen af stungne runer (stungen k-rune for /g/) tyder på, at stenen er rejst i årtierne omkring år 1000. Navnet tuguta er utolket.